# Luci Vargunteu
Luci Vargunteu (en llatí Lucius Vargunteius) va ser un senador romà i un dels participants a la conspiració de Catilina.
Junt amb Gai Corneli volia matar el cònsol Ciceró, però el seu pla va ser descobert per la informació que Fúlvia va confiar al mateix Ciceró. Detingut, va ser portat a judici i no va trobar cap defensor, ni tan sols Hortensi que l'havia defensat en una ocasió anterior quan era acusat de suborn.